# Processo odontoide

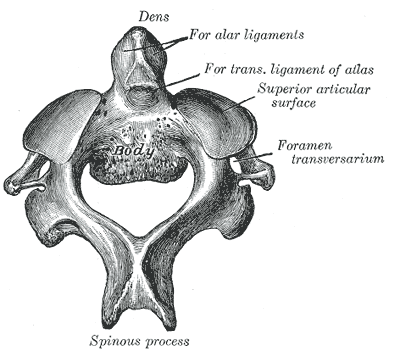
Áxis. O dente pode ser visto no topo da imagem, ligado ao corpo.

O processo odontóide, ou dente do áxis, é uma extensão do corpo da segunda vértebra cervical. Serve para articular a segunda vértebra com o arco anterior do Atlas (primeira vértebra).